# Burbrev

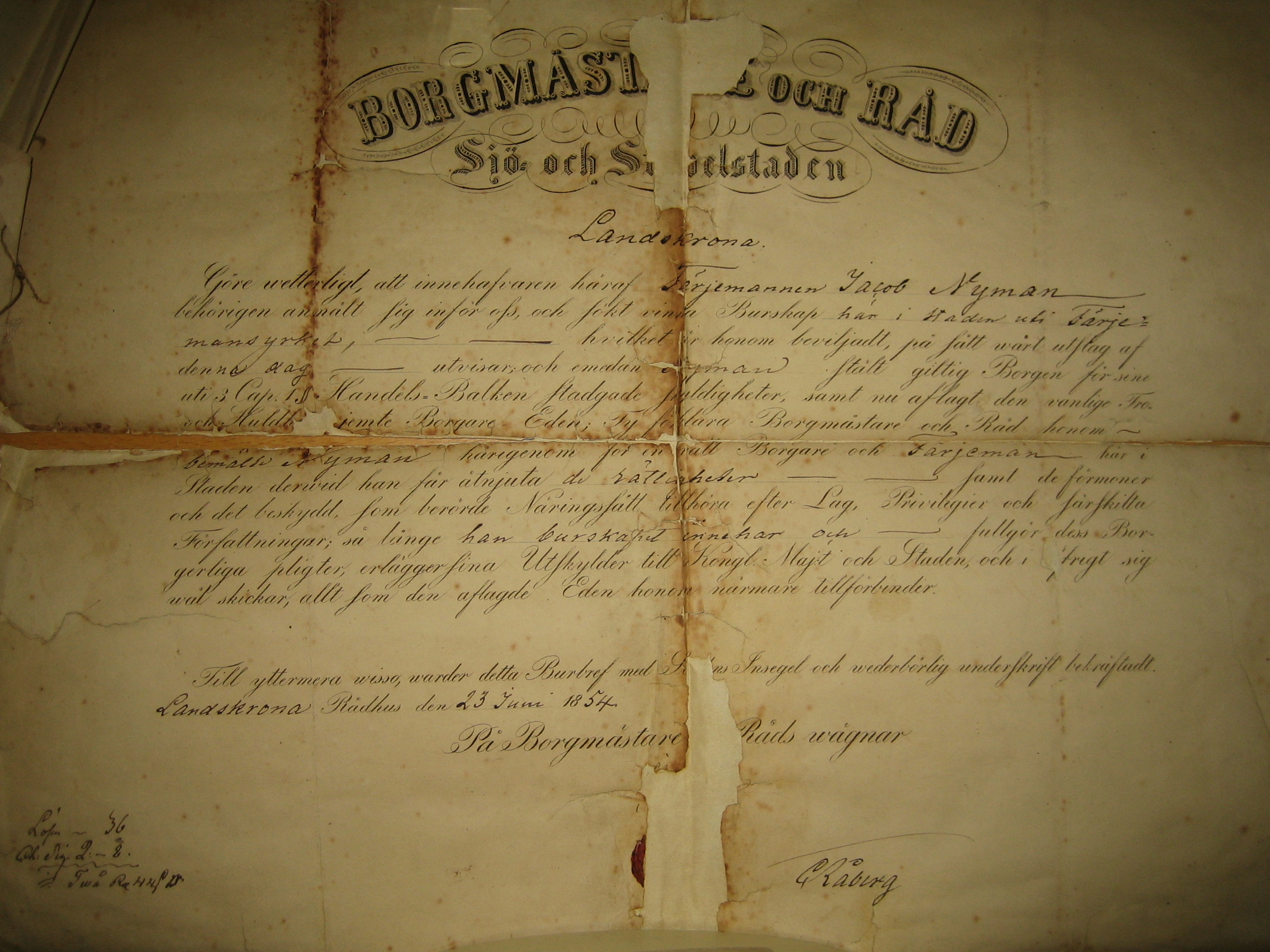
Burbrev utfärdat 1854 av magistraten i Landskrona, för färjemanen Jacob Nyman.

Burbrev (även burskapsbrev) var en handling, genom vars erhållande en man vann burskap i en stad. Förr utfärdades burbreven av stadens magistrat. 
Burskap regleras i 3 kap. handelsbalken. Enligt lagen (1964:653) om överflyttande av magistratens befattning med burskapsärenden m.m. är numera kommunstyrelsen – eller den nämnd kommunen bestämmer – ansvarig för ansökningar beträffande burskap.[källa behövs] Växjö och Norrköpings kommuner utdelar burbrev och i Stockholm delas burbreven ut av Stockholms Borgerskap i Stockholms stadshus.[källa behövs]